# دوک‌نشین فلورانس
دوک‌نشین فلورانس (به ایتالیایی: Duchy of Florence) یک منطقهٔ دوک‌نشین در ایتالیا بود.